# Backwoods Barbie Tour
Backwoods Barbie Tour var en konsertturné med Dolly Parton 2008 i Nordamerika och Europa i samband med albumet Backwoods Barbie.

## Låtlista
Generell låtlista, även om inte alla låtar framfördes på alla konserter under turnén.
1. Two Doors Down
2. Why'd You Come in Here Looking Like That
3. Jolene
4. Thank God I'm a Country Girl
5. I'm Little But I'm Loud
6. Backwoods Barbie
7. White Limozeen
8. Drives Me Crazy
9. Shattered Image
10. Coat of Many Colors
11. Only Dreamin'
12. Gospelmedley

Paus
1. Baby I'm Burning
2. Better Get to Livin'
3. Shinola
4. The Grass is Blue
5. Great Balls of Fire
6. Puppy Love
7. Little Sparrow
8. Here You Come Again
9. Islands in the Stream
10. 9 to 5
11. I Will Always Love You
12. Jesus and Gravity

## Konsertdatum i Nordamerika
- 28 mars 2008: Los Angeles, Kalifornien, USA (The Roxy)
- 22 april 2008: Pittsburgh, Pennsylvania, USA (Benedum Center)
- 23 april 2008: Hershey, Pennsylvania, USA (Hershey Center)
- 25 april 2008: Uncasville, Connecticut, USA (Mohegan Sun Arena)
- 26 april 2008: Binghamton, New York, USA (Broome County Veteran Memorial Arena)
- 28 april 2008: Fairfax, Virginia, USA (Patriot Center)
- 29 april 2008: Atlanta, Georgia, USA (Fox Theatre)
- 1 maj 2008: New York City, New York, USA (Radio City Music Hall)
- 3 maj 2008: Atlantic City, New Jersey (Borgata)
- 5 maj 2008: Boston, Massachusetts, USA (Boston Opera House)
- 7 maj 2008: Minneapolis, Minnesota, USA (Northup Auditorium)
- 8 maj 2008: Chicago, Illinois, USA (Chicago Theatre)
- 9 maj 2008: Chicago, Illinois, USA (Chicago Theatre)
- 11 maj 2008: Dallas, Texas (Nokia Theatre at Grand Prairie)
- 1 augusti 2008: San Diego, Kalifornien, USA (Humphery's Concert by the Bay)
- 3 augusti 2008: Los Angeles, Kalifornien, USA (The Greek Theatre)
- 4 augusti 2008: Sacramento, Kalifornien, USA (ARCO Arena)
- 5 augusti 2008: Berkeley, California (Greek Theatre @ UC Berkeley)
- 7 augusti 2008: Portland, Oregon, USA (Rose Garden)
- 8 augusti 2008: Seattle, Washington, USA (WaMu Theatre)
- 10 augusti 2008: Denver, Colorado, USA (Ellie Caulkins Opera House)
- 11 augusti 2008: Omaha, Nebraska, USA (Qwest Center)
- 13 augusti 2008: Clarkston, Michigan, USA (DTE Energy Music Theatre)
- 14 augusti 2008: St. Louis, Missouri, USA (Fox Theatre)
- 16 augusti 2008: Pigeon Forge, Tennessee, USA (Dollywood)
- 17 augusti 2008: Pigeon Forge, Tennessee, USA (Dollywood)
- 18 oktober 2008: Orlando, Florida, USA (UCF Arena)
- 20 oktober 2008: Clearwater, Florida, USA (Ruth Eckerd Hall)
- 24 oktober 2008: Atlanta, Georgia, USA (Chastain, Park)
- 25 oktober 2008: Richmond, Kentucky, USA (EKU Brock Auditorium)
- 26 oktober 2008: Louisville, Kentucky, USA (Louisville Palace)
- 7 november 2008: Reading, Pennsylvania, USA
- 19 november 2008: Des Moines, Iowa, USA (Civic Center of Greater Des Moines)

## Konsertdatum i Europa
1. 13 juni 2008 Stockholm, Sverige (Stockholms stadion)
2. 14 juni 2008 Malmö, Sverige (Malmö stadion)
3. 15 juni 2008 Viborg, Danmark (Viborg Stadion)
4. 17 juni 2008 Kristiandsand, Norge (Sør Arena)
5. 19 juni 2008 Rotterdam, Nederländerna (Ahoy)
6. 21 juni 2008 Cork, Republiken Irland (Live at the Marquee)
7. 22 juni 2008 Kilkenny, Republiken Irland (Nowlan Park)
8. 24 juni 2008 Belfast, Nordirland, Storbritannien (Odyssey Arena)
9. 25 juni 2008 Belfast, Nordirland, Storbritannien (Odyssey Arena)
10. 27 juni 2008 Glasgow, Skottland, Storbritannien (SECC)
11. 28 juni 2008 Manchester, England, Storbritannien (MEN Arena)
12. 29 juni 2008 Glasgow, Skottland, Storbritannien (SECC)
13. 1 juli 2008 Nottingham, England, Storbritannien (Nottingham Arena)
14. 2 juli 2008 Birmingham, England, Storbritannien (National Indoor Arena)
15. 4 juli 2008 Cardiff, Wales Cardiff, Storbritannien (Intl. Arena)
16. 5 juli 2008 London, England, Storbritannien (O2-arenan)
17. 6 juli 2008 London, England, Storbritannien (O2-arenan)